# Balispreeuw
De balispreeuw (Leucopsar rothschildi) is een zangvogel uit de spreeuwenfamilie.

## Kenmerken
Het lichaam is vlekkeloos wit, met uitzondering van de zwarte vleugels. Op de kop bevindt zich een flinke, witte kuif.

## Leefwijze
Het voedsel van deze vogel bestaat hoofdzakelijk uit wormen, slakken en insecten.

## Bescherming
Deze vogel van Bali in Indonesië is met uitsterven bedreigd. Er waren in 2008 in het Bali Barat natuurreservaat nog hoogstens 50 exemplaren van de 2000 die er waren toen de soort in 1913 beschreven werd. De balispreeuw is in het wild dus bijna uitgestorven. Echter, door een fokprogramma binnen de dierentuinen wordt de soort niet meer met definitief uitsterven bedreigd. Er zijn al verschillende malen pogingen ondernomen om balispreeuwen uit te zetten op Bali. In de jaren 1980 waren er mogelijk 350 in het wild levende balispreeuwen. Gedurende de jaren 1990 werden daarbij nog eens 400 individuen losgelaten die waren verkregen door zorgvuldig opkweken uit dieren in gevangenschap. Maar ondanks al deze pogingen lukte het niet een levenskrachtige populatie van de grond te krijgen. Hiervoor zijn verschillende oorzaken:
1. De populatie is buitengewoon klein van omvang
2. De soort is gebonden aan een speciaal type leefgebied, droog heuvellandbos, dat klein is qua oppervlakte.
3. Er is illegale wildvang omdat een gevangen vogel op de zwarte markt veel geld opbrengt (ca. $2000 in de jaren 1990)
4. Binnen de regio op Bali waarin de vogel van oorspronkelijk voorkomt, wordt het leefgebied aangetast door omzetting van natuurlijk bos in kokos- en kapokplantages en dorpsuitbreiding.

Soms wordt ook concurrentie met de zwartvleugelspreeuw (Acridotheres melanopterus) genoemd, maar dit is niet relevant, omdat deze soort een ander habitat bewoont en bovendien weinig algemeen is en sterk in aantal afneemt en daarom ook een bedreigde diersoort is.
Dit alles maakt het de balispreeuw niet gemakkelijk zich op het hoofdeiland Bali te handhaven. Succesvoller is de introductie van de balispreeuw op het nabijgelegen eilandje Nusa Penida. Daar is een vogelreservaat ingesteld. De bevolking beschouwt de bescherming als een spirituele plicht en veel vrijwilligers komen op het eiland om te werken aan verbetering van het leefgebied en het stimuleren van het ecotoerisme. Maar ook hier blijft illegale vangst een bedreiging voor deze populatie in het wild levende spreeuwen. De omvang van de populatie wordt geschat op minder dan 50 volwassen vogels.

## Foto's

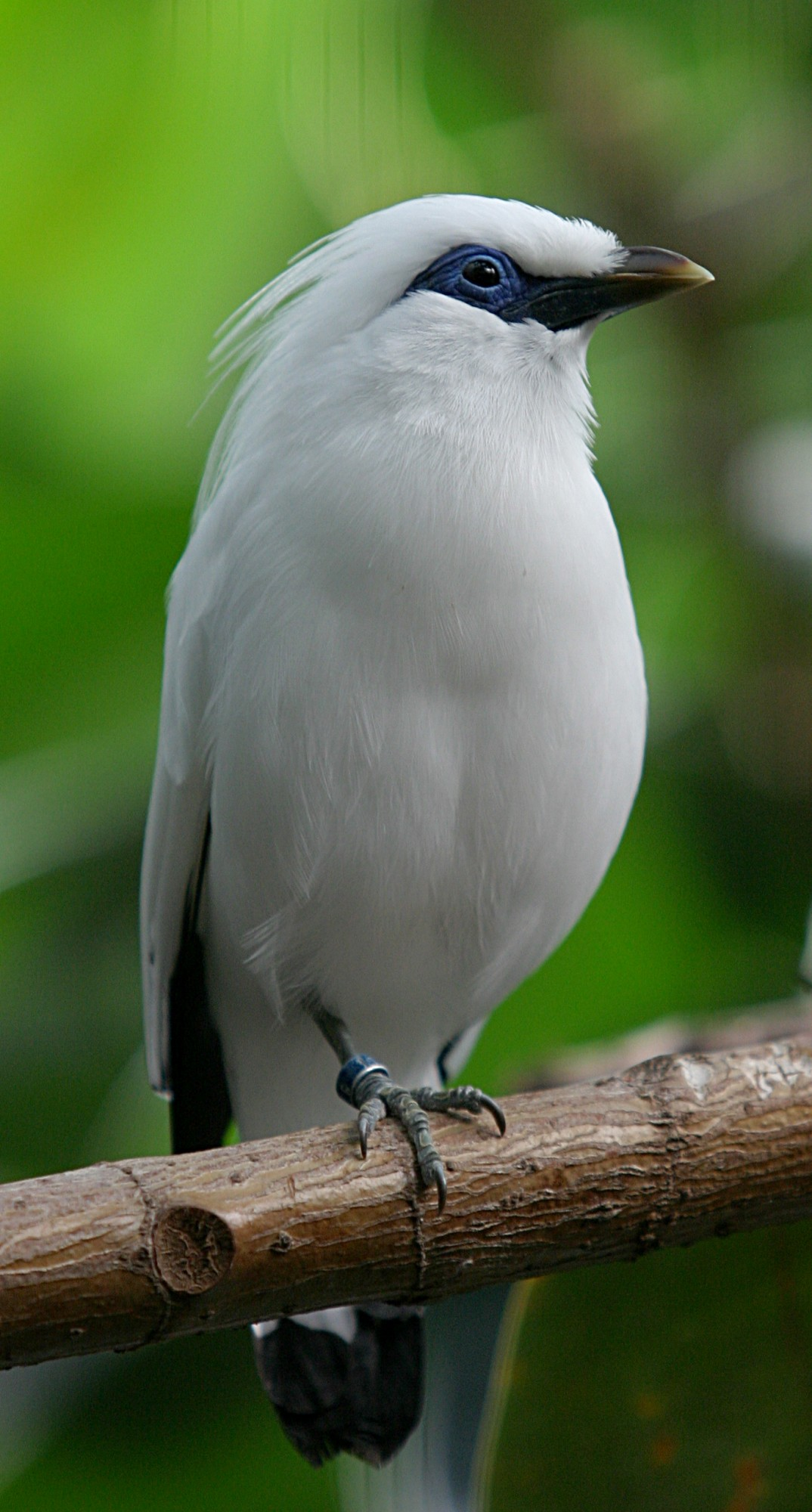
Foto uit Milwaukee County Zoological Gardens
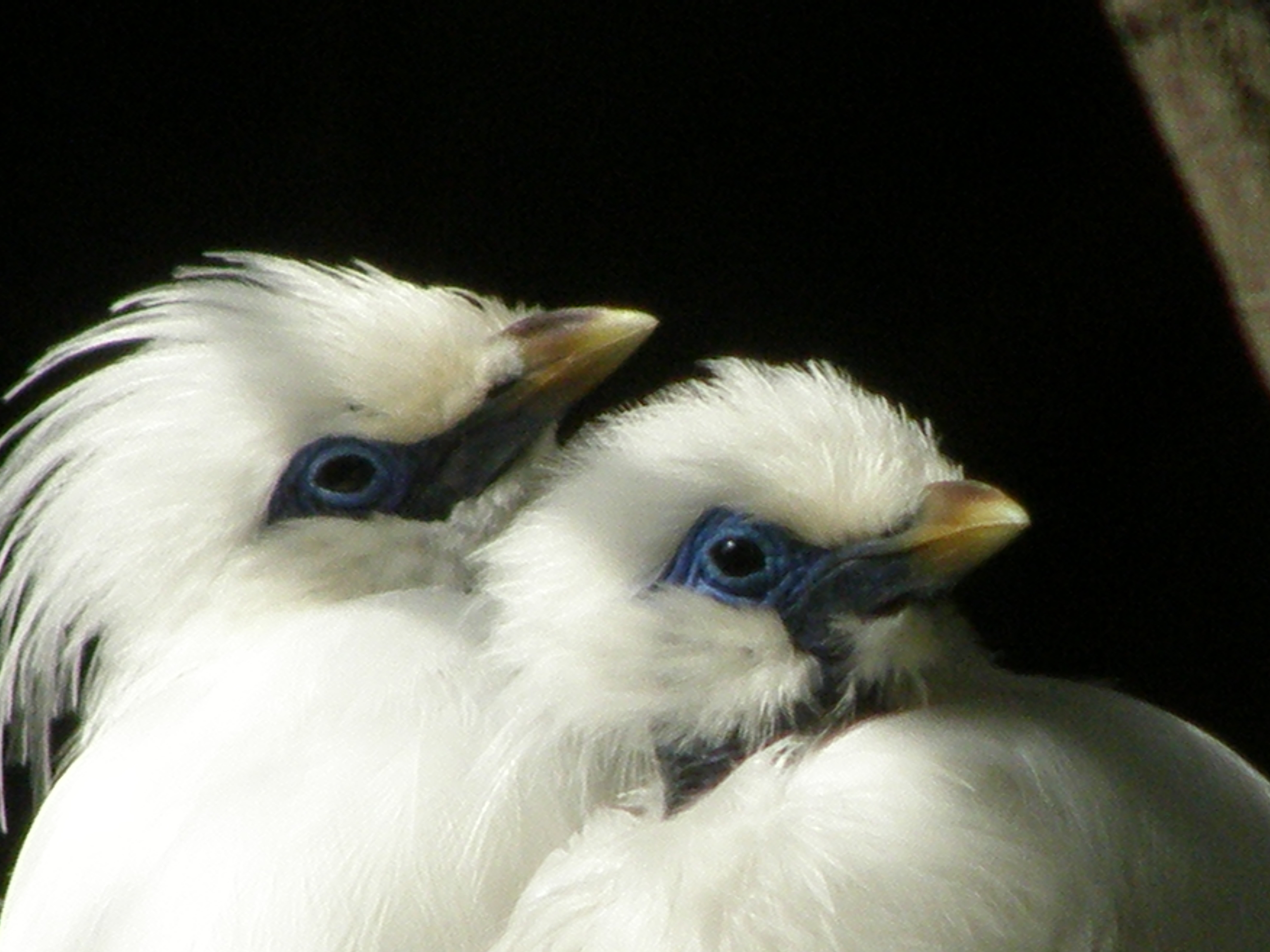
Twee onvolwassen balispreeuwen
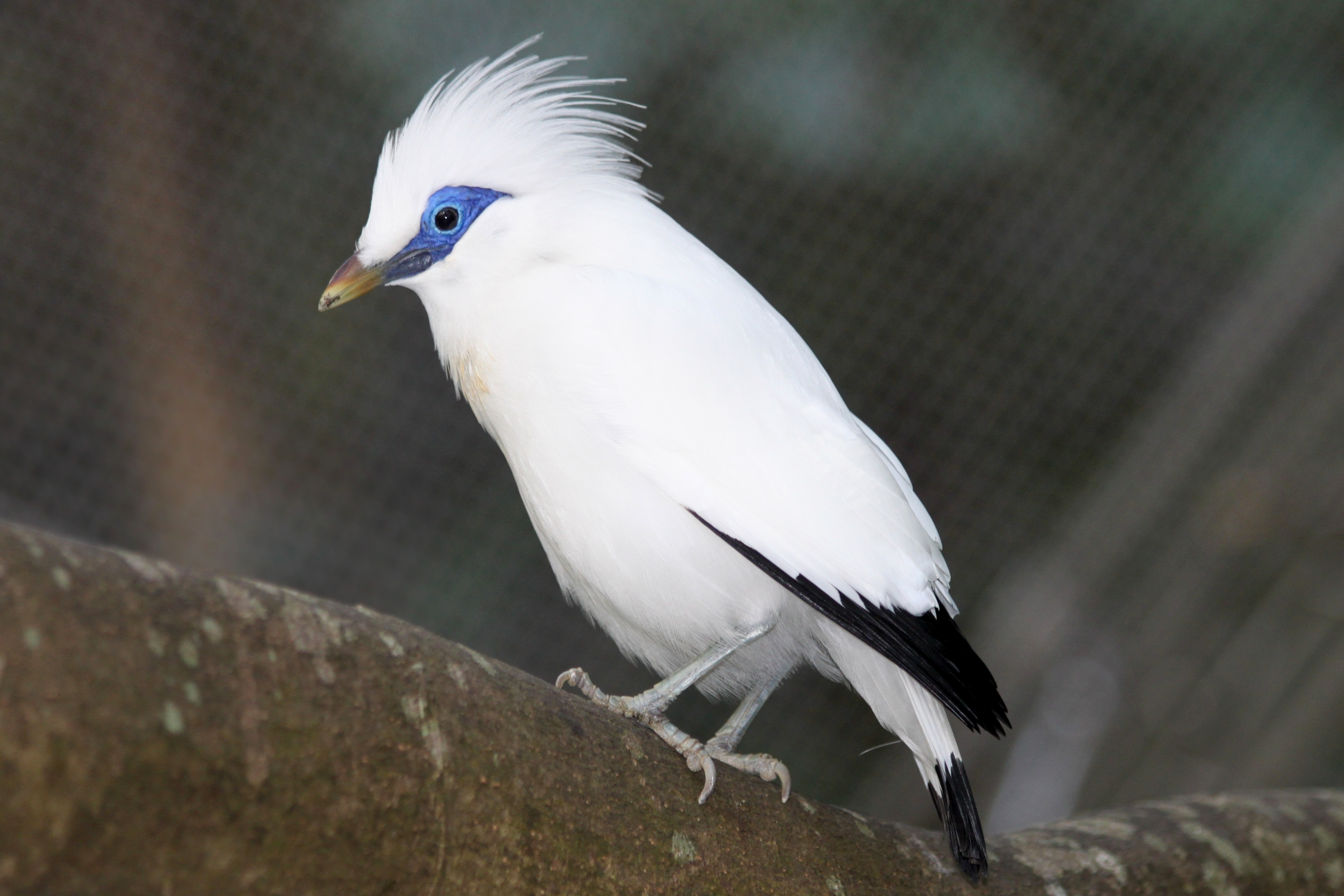
Volière in Hong Kong Park